# تلگونوس
تلگونوس نام یکی از شخصیت‌های افسانه‌ای در اساطیر یونان است. وی فرزند اودیسئوس و سیرسه بود و زمانی که به فرمان مادرش در جستجوی پدر برآمد به شکل ناخواسته باعث مرگ اودیسئوس شد. نام وی به معنی "زاده شده در دوردست" است و به این دلالت دارد که وی دور از محل زندگی پدر به دنیا آمده است.